# 名古屋市立五反田小学校
名古屋市立五反田小学校（なごやしりつ ごたんだしょうがっこう）は、名古屋市中川区一色新町一丁目にある公立小学校。

## 歴史
1978年（昭和53年）4月、名古屋市立正色小学校および名古屋市立荒子小学校の各学区を分かち、名古屋市立五反田小学校として成立した。校名の五反田は区画整理前の字名に由来する。

### 児童数の変遷
『愛知県小中学校誌』（2018年）によると、児童数の変遷は以下の通りである。
| 1978年（昭和53年） | 558人 |  |
| 1987年（昭和62年） | 649人 |  |
| 1997年（平成9年）  | 456人 |  |
| 2007年（平成19年） | 549人 |  |
| 2017年（平成29年） | 521人 |  |

## 通学区域
所管する名古屋市教育委員会は、2018年（平成30年）9月1日現在、中川区のうち、
一色新町一丁目・一色新町二丁目・一色新町三丁目・大蟷螂町・大当郎一丁目・大当郎二丁目・大当郎三丁目の全域および下之一色町の一部（字流・字波花・字松蔭1～2丁目・字宮分・字弥三・字流作の全域および字干潟・字干潟庄内川堤防・字松蔭3丁目の各一部）を通学区域として指定している。
また、卒業後の進学先は名古屋市立一色中学校となっている。

## 交通アクセス
- 名古屋市営バス三日月住宅停留所が最寄りバス停である[WEB 1]。

### WEB
1. 1 2  名古屋市役所教育委員会事務局総務部企画経理課企画統計係 (2018年9月18日). “中川区の小・中学校一覧”.   名古屋市. 2018年11月14日閲覧。
2. ↑  名古屋市教育委員会事務局総務部教育環境計画室計画係 (2018年9月1日). “名古屋市立小・中学校の通学区域一覧（中川区）” (PDF).   名古屋市. 2018年11月15日閲覧。
3. ↑  名古屋市教育委員会事務局総務部教育環境計画室計画係 (2018年4月1日). “名古屋市立中学校区一覧（小→中）” (PDF).   名古屋市. 2018年11月14日閲覧。

### 文献
1. 1 2  中川区制50周年記念誌編集委員会 1987, p. 420.
2. ↑  六三制教育七十周年記念 愛知県小中学校誌 合同記念誌編集特別委員会 2018, p. 231.